# Ritorna il sole
Ritorna il sole (Their Own Desire) è un film del 1929, diretto da E. Mason Hopper.